# فيسك وارن
فيسك وارن (بالإنجليزية: Fiske Warren)‏ هو لاعب كرة مضرب أمريكي، ولد في 1862، وتوفي في 1938.